# Aldo Bianchi
Aldo Bianchi (Monte Grimano Terme, 22 aprile 1924 – 11 gennaio 1993) è stato un politico italiano.

## Biografia
Funzionario del Partito Comunista Italiano nelle Marche; è segretario della Federazione di Pesaro, consigliere provinciale e membro del comitato regionale del PCI. Viene eletto al Senato della Repubblica nella VI legislatura, restando in carica dal 1972 al 1976. 
È morto all'età di 68 anni l'11 gennaio 1993.